# Centro Cultural Santo Domingo
El Centro Cultural Santo Domingo es un conjunto arquitectónico que fue abierto al público el 24 de julio de 1998 y pertenece al Museo de las Culturas de Oaxaca.

## Historia
Se ubica en el antiguo convento dominico de Santo Domingo construido en el siglo XVII y que funcionó hasta el siglo XVIII. Posteriormente se usó como cuartel militar. 
Con el objetivo de devolverle su antiguo esplendor, el inmueble fue sometido a cuatro años de restauración de sus bóvedas, aplanados y decorados en oro con inversión federal, estatal y de la iniciativa privada.

## Acervo
El Museo de las Culturas de Oaxaca, al que pertenece el Centro Cultural Santo Domingo, conserva piezas arqueológicas halladas en excavaciones del Instituto Nacional de Antropología e Historia, las joyas de la Tumba 7 de Monte Albán, la Biblioteca Fray Francisco de Burgoa que custodia un acervo bibliográfico de aproximadamente 24000 volúmenes antiguos, entre ellos once incunables; la Hemeroteca Néstor Sánchez H., con información que data desde 1864 hasta la actualidad.
El Centro cuenta también con salas de exposiciones temporales, espacios para talleres, auditorio para 120 personas dentro de un marco de belleza arquitectónica. Junto al Centro Cultural se encuentra el Templo de Santo Domingo de Guzmán (Oaxaca) que aún funciona como iglesia.